# Miraševac
Miraševac (en serbe cyrillique : Мирашевац) est un village de Serbie situé dans la municipalité de Rača, district de Šumadija. Au recensement de 2011, il comptait 563 habitants.

## Démographie
| 1948  | 1953  | 1961  | 1971 | 1981 | 1991 | 2002 | 2011 |
| ----- | ----- | ----- | ---- | ---- | ---- | ---- | ---- |
| 1 047 | 1 057 | 1 055 | 943  | 887  | 780  | 742  | 563  |

|  |